# Sierra de Alcaparaín
Sierra de Alcaparaín är ett berg i Spanien.   Det ligger i provinsen Provincia de Málaga och regionen Andalusien, i den södra delen av landet, 400 km söder om huvudstaden Madrid. Toppen på Sierra de Alcaparaín är 700 meter över havet, eller 83 meter över den omgivande terrängen. Bredden vid basen är 0,83 km.
Terrängen runt Sierra de Alcaparaín är huvudsakligen kuperad, men söderut är den bergig. Runt Sierra de Alcaparaín är det ganska tätbefolkat, med 72 invånare per kvadratkilometer. Närmaste större samhälle är Alora, 12,6 km öster om Sierra de Alcaparaín. 